# St Wulfram’s Church (Grantham)

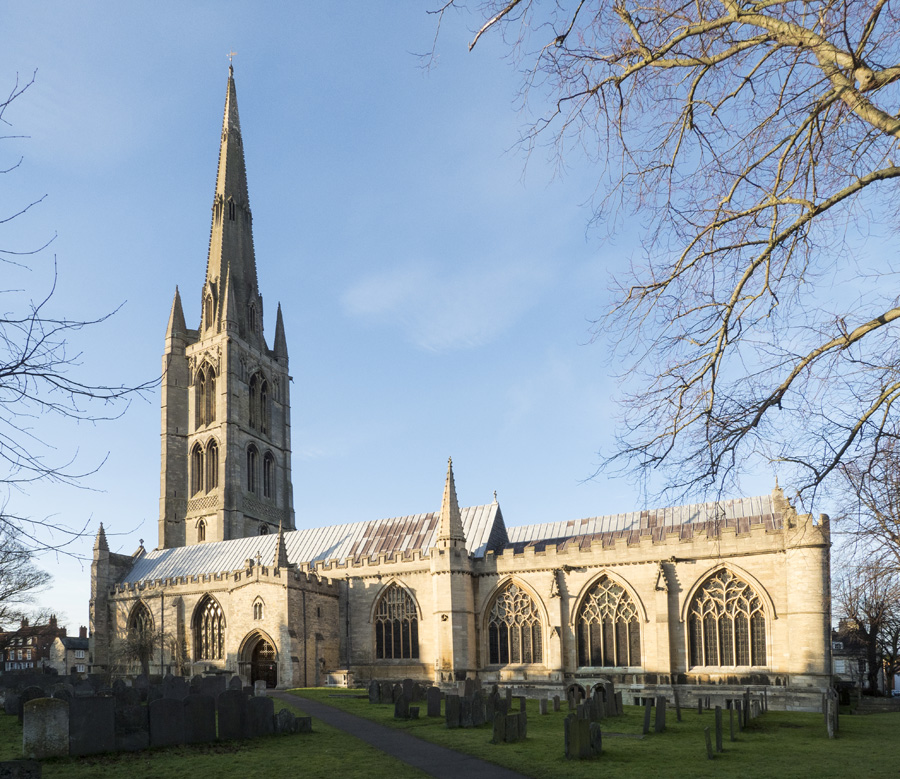
St Wulfram’s Church, Grantham

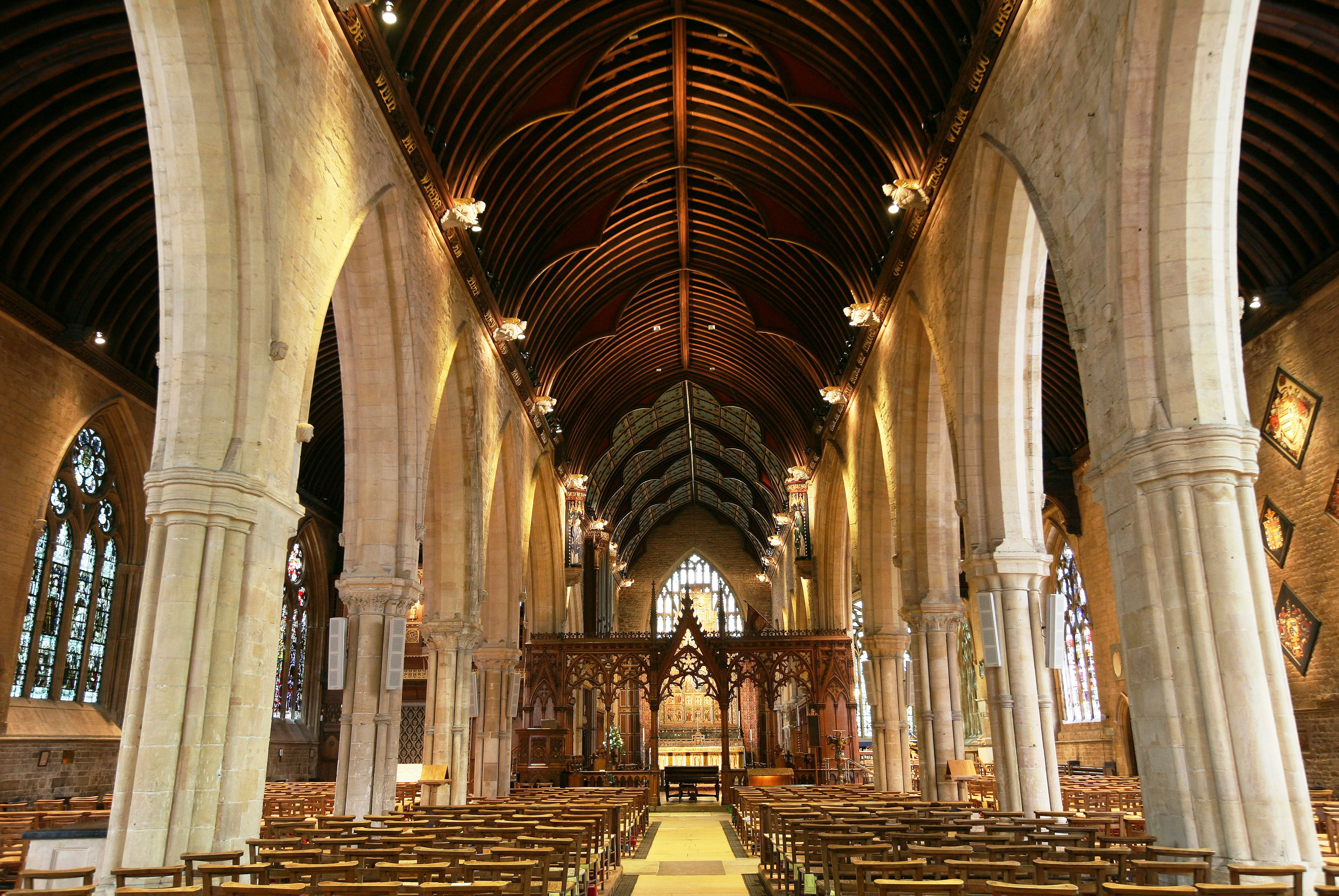
Langhaus Richtung Chor

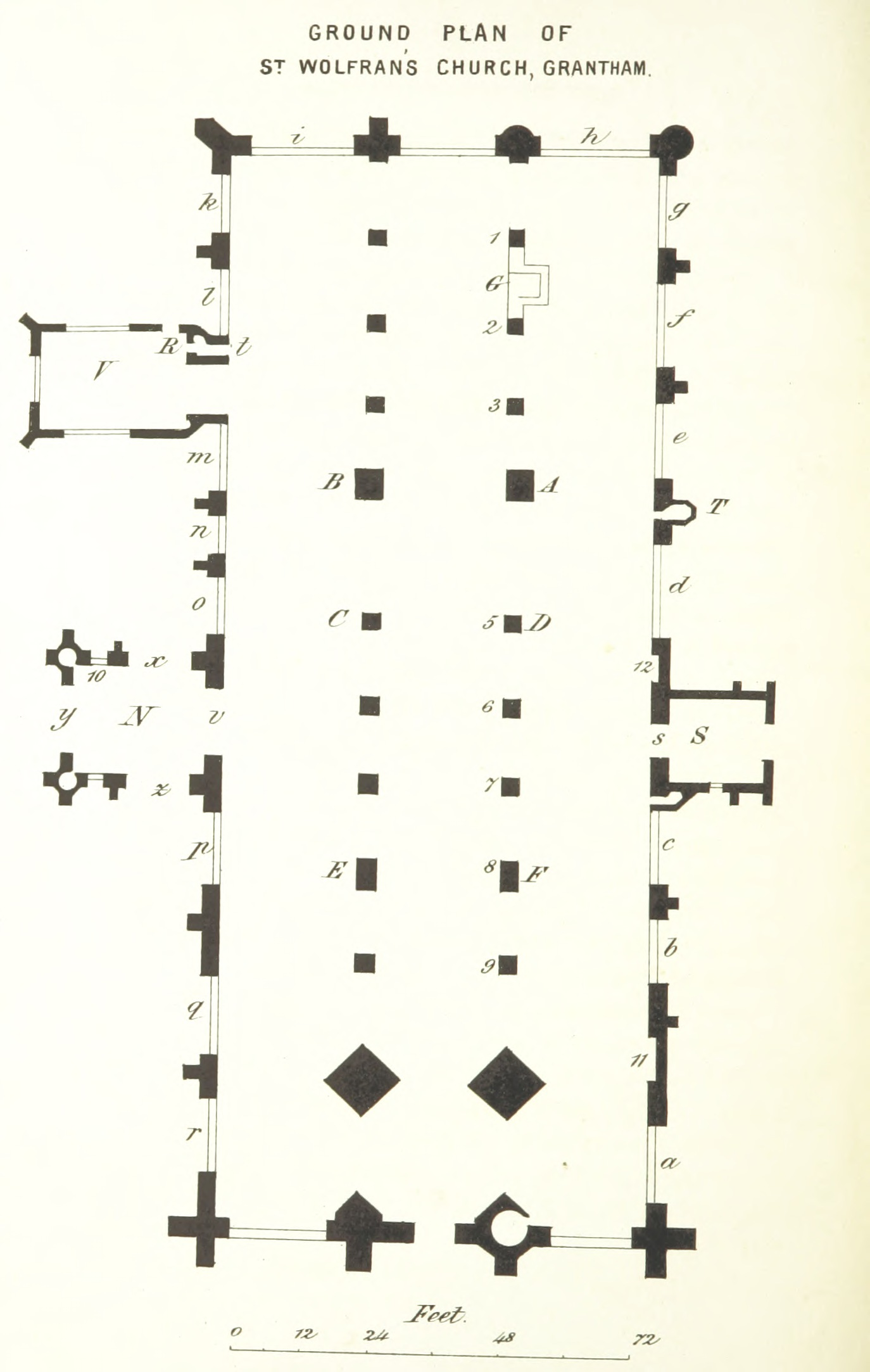
Grundriss

Die St Wulfram’s Church in der mittelenglischen Stadt Grantham in der Grafschaft (county) Lincolnshire ist die anglikanische Pfarrkirche (Parish Church) der Stadt. Die das Patrozinium des Hl. Wulfram von Sens tragende Kirche ist als Grade-I-Bauwerk eingestuft und gehört zum Major Churches Network.

## Lage
Die ca. 63 m hoch gelegene und etwa 45.000 Einwohner zählende Stadt Grantham liegt in einer flachen agrarisch genutzten Landschaft etwa 40 km (Fahrtstrecke) östlich von Nottingham. Die alte Stadt Lincoln mit ihrer Kathedrale befindet sich etwa 50 km nördlich. Die St Wulfram's Church ist umgeben von einem Friedhof (churchyard) mit alten Grabsteinen.

## Geschichte
An der Stelle der heutigen Kirchen gab es bereits einen angelsächsischen und einen anglo-normannischen Vorgängerbau, der im Jahr 1222 abbrannte. Im 13. und 14. Jahrhundert stifteten reiche Wollhändler und Kaufleute die spätgotische Kirche, deren insgesamt ca. 86 m hoher Glockenturm weithin sichtbar ist. Zur Zeit der Regentschaft des Lordprotektors Oliver Cromwell (1653–1658) wurde die Kirche zeitweise als Pferdestall genutzt; die Soldaten verbrannten überdies einen Großteil des Mobiliars. In den 1860er Jahren restaurierte der Architekt George Gilbert Scott den Kirchenbau.

## Architektur
Der Grundriss der dreischiffigen Kirche bildet ein langgestrecktes Rechteck; auf ein Querhaus wird verzichtet, aber es gibt zwei – später hinzugefügte – gegenüberliegende kleine Portalvorbauten. Das Langhaus ist durch zwei Arkadenreihen, auf denen Holzgewölbe ruhen, in drei etwa gleich hohe Schiffe unterteilt. Das Maßwerk der Langhausfenster zeigt die typischen kurvilinearen Formen des Decorated Style (ca. 1250–1370); das weitgehend geradlinig verlaufende Maßwerk des Chorfensters hingegen stammt aus der Zeit des Perpendicular Style (ca. 1330–1520).
Der durch ständig zurückgestufte Strebepfeiler mit obeliskartigen Aufsätzen stabilisierte Westturm zeigt eine reichhaltige Gliederung bestehend aus Fenstern, Wandnischen, Blendarkaden und Rautenmustern.
Die Kirche verfügt über eine – in England seltene – Krypta, in welcher ein Unterarmknochen des Hl. Wulfram von Sens als Reliquie aufbewahrt wurde.

## Ausstattung
Bedeutendstes Stück der im 19. Jahrhundert weitestgehend verkauften Ausstattung der Kirche ist ein spätgotisches Taufbecken aus dem Jahr 1496, welches von einem geschnitzten und farbig gefassten Aufsatz aus dem Jahr 1899 bekrönt wird. In einem Nebenraum befindet sich die älteste (erhaltene) Bibliothek Englands mit angeketteten Büchern (Chained Library) aus dem Jahr 1598. (In England und Irland gibt noch mehrere kleinere Büchereien dieser Art; die größte befindet sich in der Kathedrale von Hereford).